# Мішель Пфайффер
Міше́ль Марі́ Пфа́йффер (правильно Файфер, англ. Michelle Marie Pfeiffer, МФА: [/ˈfaɪfər/]; нар. 29 квітня 1958, Санта-Ана, Каліфорнія) — американська акторка, продюсерка та підприємиця. Триразова номінантка премії «Оскар» (1988, 1989, 1992). Лауреатка премій «Золотий глобус» (1990) та БАФТА (1990).

## Біографія

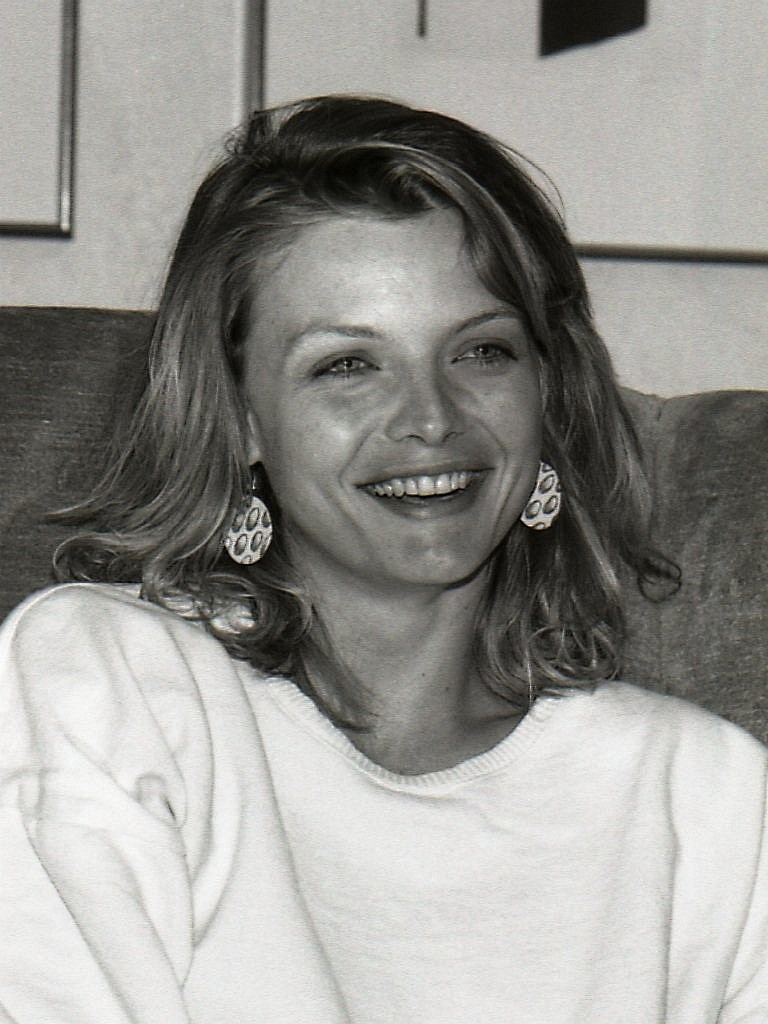

Народилася в місті Санта-Ана в Каліфорнії. У її родині є старший брат і дві молодші сестри, які теж знімаються в кіно. До того як стати акторкою, перепробувала багато різних занять (наприклад, встигла побувати продавчинею в магазині одягу і касиркою у супермаркеті). У 1978 році Мішель брала участь у конкурсі «Міс Каліфорнія».
У кіно знімається з кінця 1970-х, але популярність здобула в середині 1980-х років після зйомок у відомих фільмах «Леді-яструб» і «Іствікські відьми». Спочатку саме вважалася першою претенденткою на роль Клариси в «Мовчанні ягнят», але відмовилася від ролі, на яку потім затвердили Джоді Фостер.
Тричі номінувалася на «Оскар» — за найкращу жіночу роль у фільмах «Небезпечні зв'язки», «Знамениті брати Бейкер» і «Поле кохання». У 1996 році номінувалася на кінонагороди MTV в номінаціях «Найпривабливіша жінка» та «Найкраще виконання жіночої ролі».
Стала володаркою зірки на Голлівудській алеї слави і займає 33 сходинку у списку ста найсексуальніших зірок Голлівуду за версією журналу «Empire Magazine»
Була двічі одружена: з Пітером Гортоном (1981—1988) і Девідом Келлі (з 1993 року). Має прийма́чку — Клаудію-Розу (1992) і рідного сина — Джон-Генрі (1994). Захоплюється живописом.

## Фільмографія
| Рік       |    | Українська назва                        | Оригінальна назва                              | Роль                               |
| --------- | -- | --------------------------------------- | ---------------------------------------------- | ---------------------------------- |
| 1979      | с  |                                         | Delta House                                    | The Bombshell                      |
| 1979      | тф |                                         | The Solitary Man                               | Тріша                              |
| 1979      | с  | Каліфорнійський дорожній патруль        | CHiPs                                          | Джобін                             |
| 1980      | ф  | Голлівудські лицарі                     | The Hollywood Knights                          | Сьюзі Кью                          |
| 1980      | с  |                                         | B.A.D. Cats                                    | Саманта «Саншайн» Йенсен           |
| 1980      | ф  | Пропадаючи від любові                   | Falling in Love Again                          | Сью Веллінгтон                     |
| 1978—1981 | с  | Острів фантазій                         | Fantasy Island                                 | Афіна/Дебора                       |
| 1981      | ф  | Чарлі Чен і прокляття Королеви Драконів | Charlie Chan and the Curse of the Dragon Queen | Корделія Фаренінгтон               |
| 1981      | тф | Келлі та Син                            | Callie & Son                                   | Сью Лінн Бордо                     |
| 1981      | тф | Блиск в траві                           | Splendor in the Grass                          | Джіні Стемперов                    |
| 1981      | тф | Небажані діти                           | The Children Nobody Wanted                     | Дженніфер Вільямс                  |
| 1982      | ф  | Бріолін 2                               | Grease 2                                       | Стефані                            |
| 1983      | ф  | Обличчя зі шрамом                       | Scarface                                       | Ельвіра Генкок                     |
| 1985      | ф  | У ночі                                  | Into the Night                                 | Діана                              |
| 1985      | ф  | Леді-яструб                             | Ladyhawke                                      | Ізабелла Анжуйська                 |
| 1985      | с  |                                         | ABC Afterschool Specials                       | Енні                               |
| 1986      | ф  | Солодка свобода                         | Sweet Liberty                                  | Фейт Гілі                          |
| 1987      | ф  | Іствікські відьми                       | The Witches of Eastwick                        | Сьюкі Ріджмонт                     |
| 1987      | ф  | Амазонки на Місяці                      | Amazon Women on the Moon                       | Бренда, жінка у пологовому будинку |
| 1987      | с  |                                         | Great Performances                             | НАТІС Джексон                      |
| 1988      | ф  | Одружена з мафією                       | Married to the Mob                             | Анджела де Марко                   |
| 1988      | ф  | П'яний світанок                         | Tequila Sunrise                                | Джо Енн Валленері                  |
| 1988      | ф  | Небезпечні зв'язки                      | Dangerous Liaisons                             | Мадам де Турвель                   |
| 1989      | ф  | Знамениті брати Бейкер                  | The Fabulous Baker Boys                        | Сьюзі «Діамант»                    |
| 1990      | ф  | Російський відділ                       | The Russia House                               | Катя Орлова                        |
| 1991      | ф  | Френкі та Джоні                         | Frankie and Johnny                             | Френкі                             |
| 1992      | ф  | Бетмен повертається                     | Batman Returns                                 | Селіна Кайл/Жінка-кішка            |
| 1992      | ф  | Поле кохання                            | Love Field                                     | Лурін Геллетт                      |
| 1993      | ф  | Епоха невинності                        | The Age of Innocence                           | графиня Еллен Оленського           |
| 1993      | мс | Сімпсони                                | The Simpsons                                   | Мінді Сіммонс                      |
| 1994      | ф  | Вовк                                    | Wolf                                           | Лора, дочка Реймонда Елдена        |
| 1995      | с  | Застава фехтувальників                  | Picket Fences                                  | Клієнт                             |
| 1995      | ф  | Небезпечні думки                        | Dangerous Minds                                | Луенн Джонсон                      |
| 1996      | ф  | Близько до серця                        | Up Close & Personal                            | Саллі «Таллі» Атуотер              |
| 1996      | ф  | Джилліан на день народження             | To Gillian on Her 37th Birthday                | Джилліан Льюїс                     |
| 1996      | ф  | Один чудовий день                       | One Fine Day                                   | Мелані Паркер                      |
| 1997      | с  |                                         | Muppets Tonight                                | у ролі самої себе                  |
| 1997      | ф  | Тисяча акрів                            | A Thousand Acres                               | Роуз Кук Льюїс                     |
| 1998      | мф | Принц Єгипту                            | The Prince of Egypt                            | Ціппора                            |
| 1999      | ф  | У безодні океану                        | The Deep End of the Ocean                      | Бет Каппадора                      |
| 1999      | ф  | Сон в літню ніч                         | A Midsummer Night's Dream                      | Титания                            |
| 1999      | ф  | Історія про нас                         | The Story of Us                                | Кеті Джордан                       |
| 2000      | ф  | Що приховує брехня                      | What Lies Beneath                              | Клер Спенсер                       |
| 2001      | ф  | Я — Сем                                 | I Am Sam                                       | Рита Гаррісон Вільямс              |
| 2002      | ф  | Білий олеандр                           | White Oleander                                 | Інгрід Магнуссен                   |
| 2003      | мф | Синдбад: Легенда семи морів             | Sinbad: Legend of the Seven Seas               | Ерида                              |
| 2007      | ф  | Я ніколи не буду твоєю                  | I Could Never Be Your Woman                    | Роузі                              |
| 2007      | ф  | Лак для волосся                         | Hairspray                                      | Велма фон Тассл                    |
| 2007      | ф  | Зоряний пил                             | Stardust                                       | відьма Ламія                       |
| 2009      | ф  | Шері                                    | Chéri                                          | Леа де Лонваль                     |
| 2009      | ф  | Особисте                                | Personal Effects                               | Лінда                              |
| 2011      | ф  | Старий Новий рік                        | New Year's Eve                                 | Інгрід                             |
| 2012      | ф  | Похмурі тіні                            | Dark Shadows                                   | Елізабет Коллінз Стоддарт          |
| 2012      | ф  | Люди як ми                              | People Like Us                                 | Лілліан                            |
| 2013      | ф  | Малавіта                                | The Family                                     | Меггі Блейк/Лівія Манцоні          |
| 2017      | тф | Маестро брехні                          | The Wizard of Lies                             | Рут Мейдоффр                       |
| 2017      | ф  | Мати!                                   | Mother!                                        | Жінка                              |
| 2017      | ф  | Вбивство у «Східному експресі»          | Murder on the Orient Express                   | Керолайн Габбард                   |
| 2018      | ф  |                                         | Where Is Kyra?                                 | Кіра                               |
| 2018      | ф  | Людина-мураха та Оса                    | Ant-Man and the Wasp                           | Джанет ван Дайн                    |
| 2019      | ф  | Месники: Завершення                     | Avengers: Endgame                              | Джанет ван Дайн                    |
| 2019      | ф  | Чаклунка: Володарка темряви             | Maleficent: Mistress of Evil                   | королева Інгріт                    |
| 2021      | ф  | Піти не попрощавшись                    | French Exit                                    | Френсіс Прайс                      |
| 2022      | с  | Перша леді                              | The First Lady                                 | Бетті Форд                         |
| 2023      | ф  | Людина-мураха та Оса: Квантоманія       | Ant-Man and the Wasp: Quantumania              | Джанет ван Дайн                    |
|           | ф  |                                         | Turn of Mind                                   | Аманда О'Тул                       |

## Нагороди й номінації
| Нагорода                          | Рік  | Категорія                                                                    | Робота                 | Результат |
| --------------------------------- | ---- | ---------------------------------------------------------------------------- | ---------------------- | --------- |
| Оскар                             | 1989 | Найкраща жіноча роль другого плану                                           | Небезпечні зв'язки     | Номінація |
| Оскар                             | 1990 | Найкраща жіноча роль                                                         | Знамениті брати Бейкер | Номінація |
| Оскар                             | 1993 | Найкраща жіноча роль                                                         | Поле кохання           | Номінація |
| BAFTA Film Awards                 | 1990 | Найкраща жіноча роль другого плану                                           | Небезпечні зв'язки     | Перемога  |
| BAFTA Film Awards                 | 1991 | Найкраща жіноча роль                                                         | Знамениті брати Бейкер | Номінація |
| Золотий глобус                    | 1989 | Найкраща жіноча роль — комедія або мюзикл                                    | Одружена з мафією      | Номінація |
| Золотий глобус                    | 1990 | Найкраща жіноча роль — драма                                                 | Знамениті брати Бейкер | Перемога  |
| Золотий глобус                    | 1991 | Найкраща жіноча роль — драма                                                 | Російський будинок     | Номінація |
| Золотий глобус                    | 1992 | Найкраща жіноча роль — комедія або мюзикл                                    | Френкі та Джоні        | Номінація |
| Золотий глобус                    | 1993 | Найкраща жіноча роль — драма                                                 | Поле кохання           | Номінація |
| Золотий глобус                    | 1994 | Найкраща жіноча роль — драма                                                 | Епоха невинності       | Номінація |
| Золотий глобус                    | 2017 | Найкраща жіноча роль другого плану в телесеріалі, мінісеріалі або телефільмі | Маестро брехні         | Номінація |
| Золотий глобус                    | 2021 | Найкраща жіноча роль — комедія або мюзикл                                    | Піти не попрощавшись   | Номінація |
| Еммі                              | 2017 | Найкраща жіноча роль другого плану в мінісеріалі або телефільмі              | Маестро брехні         | Номінація |
| Премія Гільдії кіноакторів США    | 2003 | Найкраща жіноча роль другого плану                                           | Білий олеандр          | Номінація |
| Премія Гільдії кіноакторів США    | 2008 | Найкращий акторський склад у кіно                                            | Лак для волосся        | Номінація |
| Берлінський кінофестиваль         | 1993 | Премія «Срібний ведмідь» за найкращу жіночу роль                             | Поле кохання           | Перемога  |
| Національна рада кінокритиків США | 1989 | Найкраща жіноча роль                                                         | Знамениті брати Бейкер | Перемога  |
| Готем                             | 2018 | Найкраща акторка                                                             | Де Кіра?               | Номінація |
| HCA TV Awards                     | 2022 | Найкраща акторка в мінісеріалі або телефільмі                                | Перша леді             | Номінація |